# Sphaerocardamum
Sphaerocardamum là chi thực vật có hoa trong họ Cải.